# Thukydides

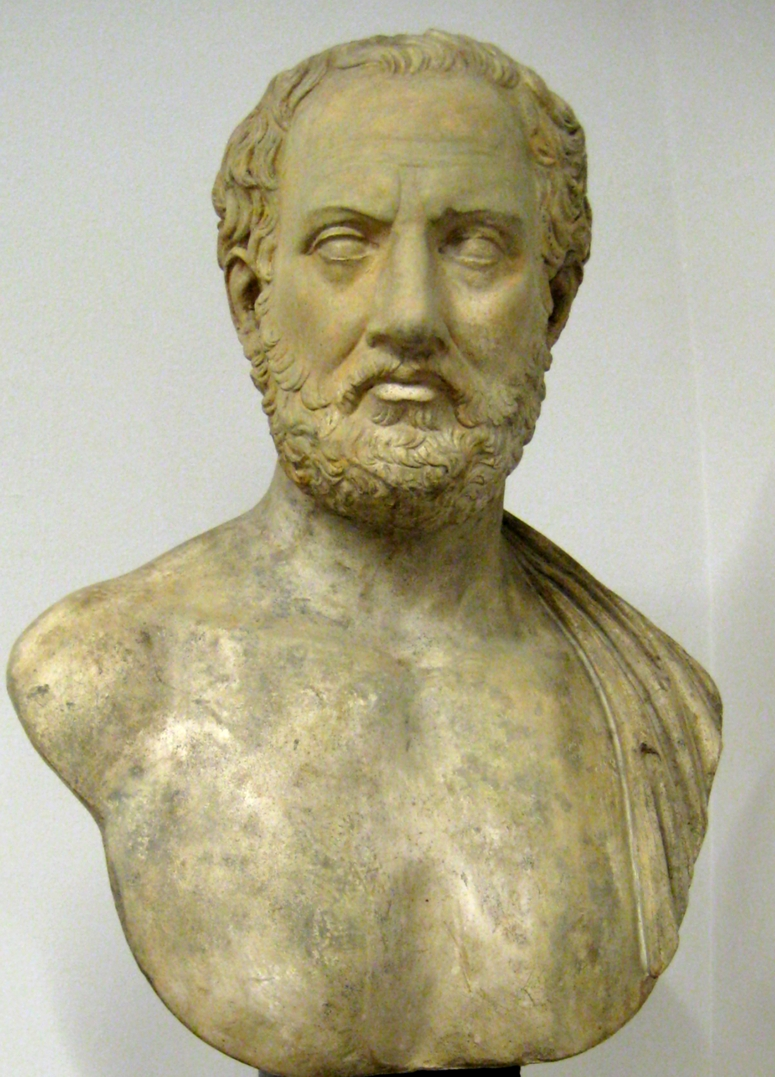
Büste des Thukydides, Gipsabguss im Puschkin-Museum

Thukydides – Parlament; Wien

Thukydides (altgriechisch Θουκυδίδης Thoukydídēs; * vor 454 v. Chr.; † wohl zwischen 399 v. Chr. und 396 v. Chr.) war ein aus aristokratischen Verhältnissen stammender Athener Stratege, vor allem aber einer der bedeutendsten antiken griechischen Geschichtsschreiber. Für Thukydides’ Auffassung der geschichtlichen Wirkkräfte bedeutsam sind insbesondere seine Annahmen über die Natur des Menschen und die Motive menschlichen Handelns, die auch die politischen Verhältnisse grundlegend beeinflussen.
Sein bis heute Maßstäbe setzendes Werk Der Peloponnesische Krieg (der Originaltitel ist nicht überliefert) hinterließ er zwar unvollendet, doch begründete er in methodischer Hinsicht erst damit eine dem Geist neutraler Wahrheitssuche durchgängig verpflichtete Geschichtsschreibung, die einem objektiv-wissenschaftlichen Anspruch genügen will. Uneins ist die heutige Thukydides-Forschung darüber, in welchem Umfang er diesem Anspruch bei der Abfassung seines Werkes gerecht geworden ist. Teilweise in Zweifel gezogen wird unter anderem seine Darstellung der Rolle des Perikles bei der Entstehung des Peloponnesischen Krieges.
Thukydides selbst sah den Sinn seiner Aufzeichnungen darin, der Nachwelt „ein Besitztum für immer“ zu hinterlassen. Als markantestes Beispiel für das Gelingen dieses Vorhabens erweist sich die Unterscheidung von diversen kurzfristigen Anlässen des Peloponnesischen Krieges und seinen in der damaligen griechischen Großmächte-Rivalität zwischen der Seemacht Athen und der Landmacht Sparta begründeten langfristigen Ursachen. Von eigener zeitloser Bedeutung ist auch der machtpolitisch exemplarische Melierdialog.

## Lebensstationen
Eine auch nur in den Grundzügen annähernd vollständige Lebensbeschreibung des Thukydides ist wegen Quellenmangels nicht möglich. Das Wenige, was als gesichert gelten kann, beruht auf Eigenbezeugungen von Thukydides, die er an vier Stellen seines Werkes über den Peloponnesischen Krieg ohne autobiographische Absicht hat einfließen lassen. Einzelne Hinweise finden sich bei Plutarch. Eine erste überlieferte Auseinandersetzung mit seiner Lebensgeschichte datiert ca. ein Jahrtausend später; weitere obskure Kurzviten standen seiner Epoche noch ferner. Eklatante Lücken und verbleibende Ungewissheiten sind folglich wesentliche Merkmale des folgenden Überblicks.

### Herkunft und Werdegang
Für das Geburtsjahr des Thukydides lässt sich nur sagen, dass es spätestens 454 v. Chr. gewesen sein kann, weil er mindestens 30 Jahre alt sein musste, um das Strategenamt bekleiden zu können, das er 424 v. Chr. innehatte. Das attische Bürgerrecht besaß er wie sein Vater auf Grund seiner Zugehörigkeit zum Demos Halimos der Phyle Leontis an der Westküste Attikas. Väterlicherseits gab es eine thrakische Abstammungslinie, denn der Vater trug den thrakischen Namen Oloros und vererbte dem Sohn Besitzungen in Thrakien sowie die Nutzung der dortigen Goldbergwerke. Thukydides verfügte demnach über beträchtliches Vermögen und konnte sich daher schließlich ganz seinen historischen Studien widmen.
Die verwandtschaftlichen Beziehungen nach Thrakien legen noch in anderer Hinsicht die Zugehörigkeit des Thukydides zu herausgehobenen Kreisen der attischen Gesellschaft nahe. Oloros hieß auch jener thrakische König, dessen Tochter Hegesipyle den bei Marathon siegreichen Feldherrn Miltiades heiratete und deren politisch in Athen lange Zeit höchst einflussreicher Sohn Kimon nach Plutarch mit Thukydides verwandt war. Das Interesse für Staatsangelegenheiten, Machtfragen und Militäroperationen, das Thukydides’ Darstellung des Peloponnesischen Krieges kennzeichnet, könnte ihm also schon von Hause aus zugewachsen sein. Sein spätantiker Biograph Markellinos sieht in ihm einen Schüler des Philosophen Anaxagoras und des Sophisten Antiphon; vermutlich habe er auch Vorträge Herodots gehört.
Bereits unmittelbar bei Ausbruch des Peloponnesischen Krieges, so betont Thukydides gleich eingangs seines Werkes, sei ihm die beispiellose Bedeutung dieser kriegerischen Auseinandersetzung der griechischen Großmächte bewusst gewesen, und so habe er sofort mit Aufzeichnungen des Geschehens begonnen. Ein weiteres Mal erwähnt Thukydides sich selbst im Zusammenhang mit der Schilderung der Attischen Seuche, die unter den in ihren Mauern von den Spartanern eingeschlossenen Athenern 430 v. Chr. ausbrach und verheerend um sich griff; an ihr erkrankte auch Thukydides. Seine anschauliche und sachverständige Darstellung der Krankheit ist heute eine wichtige Quelle für Medizinhistoriker. Bemerkenswert ist nicht nur Thukydides’ kenntnisreiche Beschreibung der Seuche, sondern auch sein Wissen um die gewonnene Immunität der Überlebenden gegen eine spätere Wiederansteckung:

„[…] denn zweimal über denselben fiel die Krankheit nicht her, jedenfalls nicht mit tödlichem Ausgang.“

Um welche Krankheit es sich handelte, ist allerdings umstritten. Über 200 Veröffentlichungen zum Thema bringen zumindest 29 Möglichkeiten (vom Ebolavirus bis zum Typhus) ins Spiel. Thukydides’ genaue Schilderung des oft als Pest gedeuteten Geschehens entfaltete beträchtliche Nachwirkungen, in der Antike zum Beispiel in De rerum natura bei Lukrez, im 20. Jahrhundert bei Camus in seinem Roman Die Pest.

### Stratege im Archidamischen Krieg
Für das Jahr 424 v. Chr. wurde Thukydides in das Zehnerkollegium der Strategen gewählt, in eine militärische Führungsposition also, die zugleich als letztes politisch bedeutendes Wahlamt der Attischen Demokratie fungierte. Die zehn Kollegen übten das Amt unter Aufgabenteilung parallel aus. Thukydides sah sich vor die Aufgabe gestellt, das thrakische Amphipolis vor der Übernahme durch den spartanischen Feldherrn Brasidas zu schützen, der um die Stadt einen Belagerungsring errichtet hatte und die Übergabe erzwingen wollte. Die Bürgerschaft von Amphipolis tendierte unterschiedlich; aber zunächst waren die zur Verteidigung Entschlossenen noch in der Überzahl, sodass Thukydides, der eine halbe Tagesreise entfernt auf Thasos stationiert war, mit sieben Trieren zu Hilfe eilte.
Brasidas habe, so Thukydides, im Wissen um den Einfluss des anrückenden Gegners in Thrakien, seine Bemühungen um die Einnahme von Amphipolis verstärkt und den Bewohnern der Stadt so attraktive Bleibe- oder wahlweise Wegzugskonditionen zugesichert, dass sie ihm die Stadt tatsächlich übergaben, bevor Thukydides am Abend eintraf. Dem blieb bei seinem Ankommen nur noch die Sicherung der benachbarten Siedlung Eion am Strymon, die nach seiner Einschätzung andernfalls am nächsten Morgen ebenfalls an Brasidas gefallen wäre. Gleichwohl lasteten die Athener den Verlust von Amphipolis, des wichtigen Stützpunkts in der Nord-Ägäis, ihrem Strategen Thukydides als schuldhaftes Versagen an und fassten einen Beschluss zu seiner Verbannung. Unsicher ist, ob er die Verurteilung überhaupt abwartete oder ob er ihr durch freiwilliges Fernbleiben von Athen bereits zuvorkam.
Der Historiker schildert dieses Geschehen, aus dem zwei Jahrzehnte erzwungenen Fernbleibens von Athen für ihn folgten, ebenso nüchtern und scheinbar unbeteiligt wie die übrigen Begebenheiten des Peloponnesischen Krieges, ganz so, als habe der Chronist Thukydides mit dem Strategen Thukydides nichts zu tun. Seinem spartanischen Kriegskontrahenten Brasidas aber zollte Thukydides – wie sonst nur ganz wenigen – höchstes Lob  für das, was er für Sparta leistete: „Denn damals gleich bewog er durch sein gerechtes und maßvolles Auftreten in den Städten die meisten zum Abfall [von Athen] […] und für den nachmaligen Krieg nach den sizilischen Ereignissen machte nichts so wie Brasidas’ edle Haltung und Einsicht von damals, die die einen aus Erfahrung kannten, die andern dem Gerücht glaubten, die Verbündeten Athens begierig auf Sparta.“

### Langjährig verbannter Geschichtsforscher
Über die mit der Verbannung verbundene grundlegende Wendung im eigenen Leben berichtet Thukydides im Zuge seiner chronologisch angelegten Darstellung der Kriegsereignisse zunächst aber gar nicht. Er bringt sie erst mit großer zeitlicher Verzögerung zur Sprache, neun Jahre nach dem Fall von Amphipolis und seinem Weggang aus Athen, als er die Wiederaufnahme offener Feindseligkeiten, die den Nikiasfrieden ablösten, mit einer Überleitung zu seiner Schilderung des Kriegsfortgangs verbindet. Dabei fehlt auch jeder Hinweis auf die konkreten Umstände seiner Abberufung als Stratege und auf die der Verbannung zugrunde liegende Anklage, Verhandlung und Entscheidung:

„Auch das hat der gleiche Thukydides von Athen aufgezeichnet, der Reihe nach, wie sich jedes Ereignis begab, nach Sommern und Wintern, bis Sparta mit seinen Verbündeten Athens Herrschaft brach und die Langen Mauern und den Piräus einnahm. Insgesamt dauerte damit der Krieg siebenundzwanzig Jahre. […] Denn die ganze Zeit, erinnere ich mich, schon seit Beginn des Krieges und bis zu seinem Ende, wurde von vielen verlautbart, daß er dreimal neun Jahre dauern müsse. Ich habe ihn ganz miterlebt, alt genug zum Begreifen und mit voller Aufmerksamkeit, um etwas Genaues zu wissen, und mußte als Verbannter zwanzig Jahre nach meinem Feldzug bei Amphipolis mein Land meiden, war also auf beiden Seiten, auf der peloponnesischen nicht minder, wegen der Verbannung, so daß ich bequem Näheres erfahren konnte.“

Es ist möglich, dass Kleon, den Thukydides sehr negativ schildert, an der Verbannung maßgeblich beteiligt war. Darüber, wo und wie Thukydides die 20 Jahre in Verbannung verbracht hat, gibt es keine gesicherten Erkenntnisse. Angenommen wird, dass er die meiste Zeit auf seinen thrakischen Besitzungen verbrachte. Den zitierten Hinweis in seinem Geschichtswerk, er habe infolge der Verbannung Näheres zu beiden Kriegsparteien erforschen können, hat man teilweise so verstanden, dass er reisend viele Vor-Ort-Recherchen durchgeführt habe. Dafür sprächen etwa seine eingehenden Kenntnisse der politischen Verhältnisse in Korinth. Wegen seiner detaillierten Schilderung der Umstände des Ausschlusses der Spartaner von den Olympischen Spielen 420 v. Chr. wird teils auch seine persönliche Anwesenheit in Olympia zu dieser Zeit für wahrscheinlich gehalten. Ebenso möglich ist aber, dass ihm jeweils Informanten für die einzelnen Begebenheiten zur Verfügung standen.
Dass die Verbannung des Thukydides mit dem Ausgang des Peloponnesischen Krieges endete, wird nicht nur von ihm selbst bezeugt, sondern auch von Pausanias, der einen die Rückkehrerlaubnis für Thukydides enthaltenden Volksversammlungsbeschluss erwähnt. Wiederum unklar ist, wie viel Zeit dem Historiker danach für die Arbeit an seinem Werk noch blieb, das mitten im Satz unvollendet abbricht. Allerdings kann man darin Hinweise finden, bis wann er noch gelebt hat. Seine Beschreibung des makedonischen Königs Archelaos klingt wie ein Nachruf. Da dieser 399 v. Chr. starb, kann man annehmen, dass Thukydides zu diesem Zeitpunkt noch lebte. Sollte eine auf das Jahr 397 v. Chr. datierte, in Thasos aufgefundene Inschrift, die einen Lichas als Lebenden  benennt, denselben Lichas betreffen, von dessen Tod Thukydides berichtet, so schrieb der Historiker zumindest 397 v. Chr. noch an seinem Werk.
Ungeklärt sind bei Thukydides auch die Todesumstände, was zu allerlei Legendenbildung in späterer Zeit geführt hat. Unterschiedliche Versionen einer Ermordung des Thukydides kursierten und wurden möglicherweise von dem abrupten Ende seiner Niederschrift inspiriert. Sein Grabdenkmal befand sich nach übereinstimmender Auskunft von Pausanias und Plutarch beim Familiengrab der Familie Kimons im Demos Koile.

## Historiker des Peloponnesischen Krieges

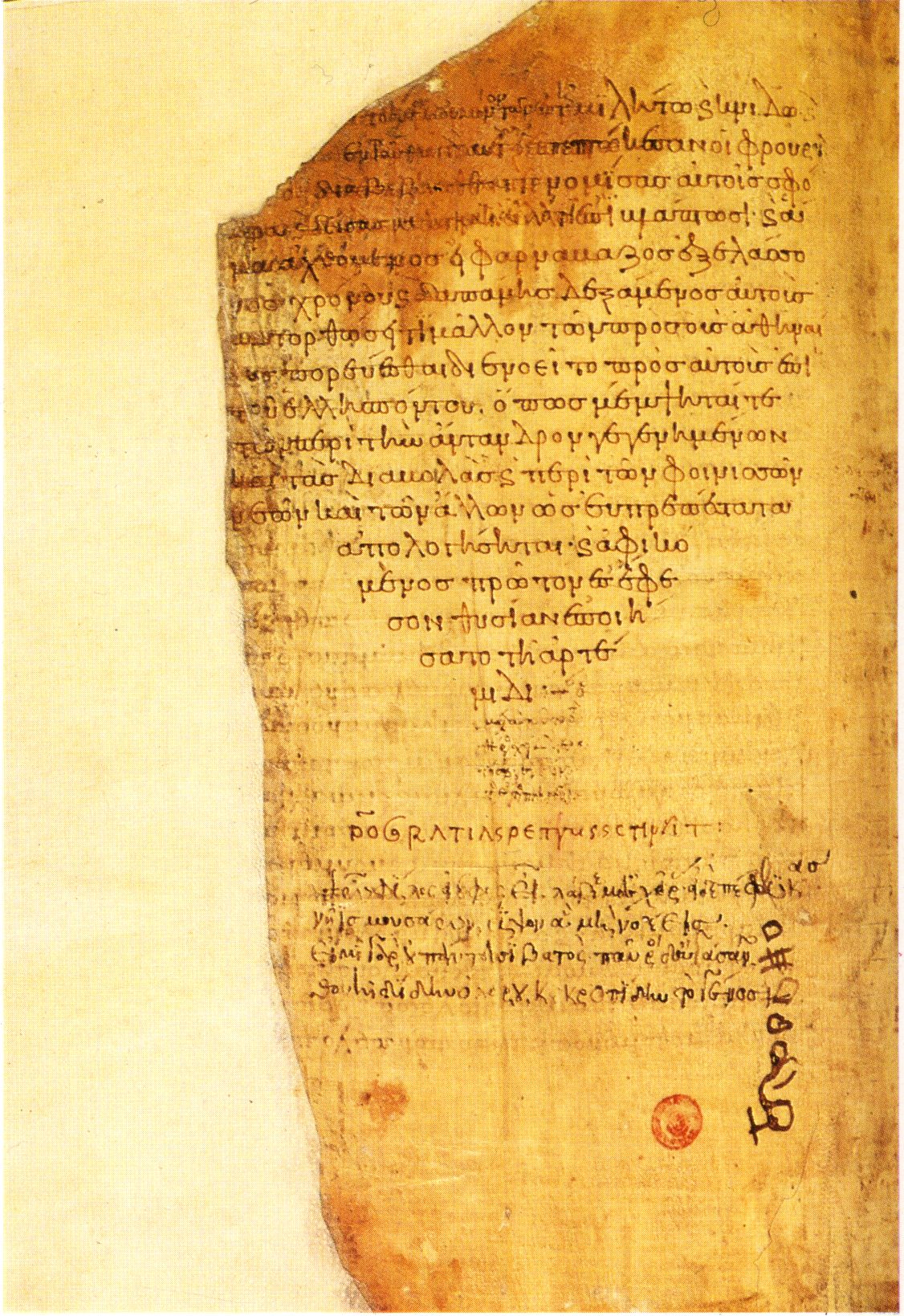
Die älteste erhaltene Handschrift des Geschichtswerks des Thukydides (Codex C). Florenz, Biblioteca Medicea Laurenziana, Plut. 69.2, fol. 513v (erste Hälfte des 10. Jahrhunderts)

„… so beschränkt sich Thukydides auf seine eine Sache, auf seinen einen Krieg, um den nun so plastisch zu modellieren, dass jedes Gelenk und jede Funktion anschaulich und fast durchsichtig wird […], so wird uns der Peloponnesische Krieg zum Krieg aller Kriege, weil Thukydides die inneren Zusammenhänge aufdeckt und die Vorgänge durchdringt, verallgemeinert, vergeistigt, bis das Zufällige zurück- und das Typische vortritt…“

Nicht nur als einzigartige Quelle für die Geschehensabläufe des innergriechischen Machtkampfes zwischen 431 und 411 v. Chr. ist Thukydides’ Darstellung bedeutsam. Sie ist, wie Bleckmann hervorhebt, auch der maßgebliche Grund dafür, gerade diesen Zeitraum als eine eigenständige Epoche der griechischen Geschichte anzusehen. Das sei, wie jede geschichtliche Epocheneinteilung überhaupt, das Ergebnis einer von bewusster historischer Analyse ausgehenden gedanklichen Entscheidung: „Daß das Gesamtgeschehen zwischen 431 und 404 als Einheit, als ein einziger Krieg zu betrachten war, war jedenfalls vielen Zeitgenossen gar nicht bewusst und ist eine (durchaus begründete) Sicht der Dinge, die erst dem Thukydides und später der griechischen Geschichtsdeutung des vierten Jahrhunderts zu verdanken ist.“

### Schaffensmotive
Die Nüchternheit der Darstellung und die Demonstration überlegener Einsichtsfähigkeit weisen nach Bleckmann auf ein Bemühen um aufklärendes politisches Wirken bei Thukydides hin; denn eine solche Fähigkeit zeichne auch den guten Politiker aus. Auch Landmann betont die politische Dimension des Werkes. Erst vom Geist durchleuchtet könne Geschichte – „der täglich wachsende Haufe stummer dummer Fakten“ – die Gegenwart erhellen. Thukydides gehe es darum, durch fruchtbares Wissen zum richtigen Handeln zu führen, und zwar nicht durch bestimmte situationsbezogene Anweisungen, sondern durch die Schulung des Denkens in der Verknüpfung von Ursachen und Wirkungen, sodass die passende Orientierung für das eigene aktuelle Handeln schließlich selbst gefunden werden kann.
Aus anderer Sicht geht es Thukydides wesentlich darum, Geschichte als einen irreversiblen Prozess auszuweisen, in dem es gilt, die Gunst der historischen Stunde zu nutzen – von Seiten Athens etwa das spartanische Friedensangebot von 425 v. Chr. –, weil ausgeschlagene Chancen unter den im Fortgang des Geschehens veränderten Bedingungen nicht wiederkehren. Nicht zuletzt aber sind es die Motive, die menschlichem Handeln zugrunde liegen, die Thukydides vorrangig beschäftigen. Sie erklären nach Will nicht nur das Verhalten wichtiger Einzelpersönlichkeiten, sondern auch das von Städten und Staaten. Zu den Thukydides besonders wichtigen Darstellungsaspekten zählt Bleckmann die zunehmende Verrohung der Akteure im Kriegsgeschehen:

„Schon sehr bald nach dem Ausbruch des Krieges hatte sich die griechische Öffentlichkeit an Massenhinrichtungen und Mißachtungen von religiösen, völkerrechtsähnlichen Regeln gewöhnt, denen man sich bei der Kriegführung früher verpflichtet gefühlt hatte. […] Der Gipfel der Inhumanität wurde erreicht, als die Athener im Sommer 413 aus Geldmangel eine mordgierige thrakische Söldnertruppe in die Heimat entließen und diese unter der Führung des athenischen Offiziers Dieitrephes unterwegs im kleinen böotischen Städtchen Mykalessos die gesamte Zivilbevölkerung und vor allem alle in der Schule versammelten Kinder niedermetzelte. Thukydides hat diese nicht eigentlich kriegswichtige Episode ausführlich skizziert, um die diversen Aspekte der Kriegsgreuel und Brutalitäten aufzuzeigen, für die die kriegführenden Mächte mittelbar und unmittelbar verantwortlich waren.“

Thukydides erklärt zu Beginn seines Werkes, dass er bereits mit Ausbruch des Peloponnesischen Krieges mit seinen Aufzeichnungen begann, da er davon überzeugt war, „dass dieser Krieg groß sein werde und im Vergleich zu den vorangegangenen am meisten der Rede wert“ sei.

### Wegweisende methodische Akzente
Auch wenn in der Forschung mit Recht davor gewarnt wird, die thukydideische Arbeitsweise mit dem ganz anderen Ansatz und Anspruch moderner Geschichtswissenschaftler zu verwechseln, war sein Einfluss enorm. Im so genannten Methodenkapitel (1.22) erhebt Thukydides den Anspruch, eine neue, zukunftsdienliche Form der Geschichtsschreibung zu betreiben. Er betont die Mühen, die es ihn gekostet hat, die Vorgeschichte des Peloponnesischen Krieges zu rekonstruieren, weil er, anders als seine Mitmenschen, Berichte und Aussagen über Vergangenes nicht ungeprüft übernehme. Während andere mehr auf eine effektvolle Darbietung zielten, komme für ihn alles auf die Wahrheit an:

„Was aber tatsächlich geschah in dem Krieg, erlaubte ich mir nicht nach Auskünften des ersten besten aufzuschreiben, auch nicht «nach meinem Dafürhalten», sondern bin Selbsterlebtem und Nachrichten von andern mit aller erreichbaren Genauigkeit bis ins einzelne nachgegangen. Mühsam war diese Forschung, weil die Zeugen der einzelnen Ereignisse nicht dasselbe über dasselbe aussagten, sondern je nach Gunst oder Gedächtnis.“

Eigene Beobachtungen und die Augenzeugenberichte anderer dienten Thukydides demnach in bewusst kritischer Auseinandersetzung mit möglichen Fehlerquellen dazu, den Tatsachen auf den Grund zu gehen. Nicht nur in Bezug auf Attika, sondern auch bei einer ganzen Reihe anderer Schauplätze des Kriegsgeschehens spricht etwa die genaue Schilderung topographischer Gegebenheiten dafür, dass Thukydides sich selbst vor Ort informiert haben könnte. Mit nachdrücklicher Begründung also fordert er dazu auf, seiner von Ausschmückungen freien, streng der Wahrheit verpflichteten Darstellung zu folgen und nicht einfach an den herkömmlichen Sichtweisen festzuhalten:

„Zum Zuhören wird vielleicht diese undichterische Darstellung minder ergötzlich  scheinen; wer aber das Gewesene klar erkennen will und damit auch das Künftige, das wieder einmal, nach der menschlichen Natur, gleich oder ähnlich sein wird, der mag es so für nützlich halten, und das soll mir genug sein: zum dauernden Besitz, nicht als Prunkstück fürs einmalige Hören ist es aufgeschrieben.“

Ein weiterer methodischer Grundsatz betrifft den Umgang mit Reden. Thukydides weist ausdrücklich darauf hin, dass es unmöglich gewesen sei, den exakten Wortlaut aller Reden zu rekonstruieren – selbst dann, wenn er selbst anwesend war. Stattdessen habe er sie so wiedergegeben, dass sie den „Gesamtsinn des in Wahrheit Gesagten“ möglichst genau erfassen. Auch hier zeigt sich sein Anspruch, nicht bloß unterhaltend oder dramatisch, sondern erklärend und analytisch zu berichten. Gleichzeitig ist zu berücksichtigen, dass Thukydides durch diese Vorgehensweise selbst bestimmen konnte, was als „Gesamtsinn des in Wahrheit Gesagten“ gelten sollte und wie er die Reden dem Leser präsentieren wollte.
Auf reine Tatsachenermittlung und -darstellung ist das Werk demnach nicht angelegt. Thukydides zielte auf eine tiefer gegründete Wahrheit als die aus dem politischen Tagesgeschäft mit seinen Ereignisfolgen sich ergebende. Besonders deutlich wird dies nach inzwischen klassischer Lesart bei der Behandlung von Entstehungsgründen für den Peloponnesischen Krieg, die Thukydides den Hinweisen auf seine methodische Sorgfalt unmittelbar anschließt. Er spricht das Ende des zwischen Athen und Sparta ein Jahrzehnt zuvor vereinbarten Friedens an und  weist hin auf die aktuellen Streitfälle und örtlichen Verwicklungen, die von den Beteiligten als Kriegsgründe angeführt und von den Zeitgenossen als solche wahrgenommen wurden, stellt aber ergänzend heraus:

„Den wahrsten Grund freilich, zugleich den meistbeschwiegenen, sehe ich im Wachstum Athens, das die erschreckten Spartaner zum Krieg zwang.“

Nicht die in den wechselseitigen Vorhaltungen der beteiligten Mächte thematisierten, propagandistisch griffigen Anlässe und Streitgründe (αἰτίαι καὶ διαφοραί aitíai kaì diaphoraí) sind für Thukydides, der hier ausnahmsweise in der Ich-Form urteilt, also hauptsächlich ausschlaggebend für die Entscheidung zum Krieg, sondern als wahrhaftigstes Motiv (ἀληθεστάτη πρόφασις alēthestátē próphasis) die kaum eingestandene Furcht der Spartaner vor der wachsenden Macht Athens.

### Aufbau des Werkes
Aus den von Thukydides selbst gesetzten inhaltlichen Akzenten und Kompositionsmerkmalen ergeben sich hauptsächlich fünf zu unterscheidende Werkteile. Die erst in hellenistischer Zeit vorgenommene Einteilung in acht Bücher, die als Grundlage für sämtliche Stellenangaben dient, entspricht dem nur teilweise.
Im einführenden Teil, der mit Buch I identisch ist, formuliert und erläutert Thukydides nicht nur sein Darstellungsmotiv, dass der Krieg zwischen den Großmächten Athen und Sparta der für alle Griechen bisher größte und bedeutendste überhaupt sei (1,1–19), sondern verweist auch auf die eigenen methodischen Vorkehrungen (1,22) und entwickelt den Unterschied zwischen kriegsauslösenden aktuellen Verwicklungen und der tiefer liegenden Kriegsursache, indem er die Anlässe ausführlich referiert (1,23–88) und das wachsende Spannungsverhältnis zwischen Sparta und Athen im Zeitraum der vorangegangenen 50 Jahre beleuchtet (1,89–118). Dieser erste Teil schließt mit den unmittelbaren Kriegsvorbereitungen und Rechtfertigungsreden beider Seiten (1,119–146).
Im zweiten Teil des Werkes schildert Thukydides den Verlauf des 431 v. Chr. begonnenen Archidamischen Krieges (2,1–5,24) bis zum vereinbarten 50-jährigen Frieden zwischen Athen und Sparta 421 v. Chr. Als chronologisches Ordnungsprinzip dienen ihm dabei jeweils die einzelnen Jahre, bei denen er nochmals regelmäßig nach Ereignissen des Sommer- und des Winterhalbjahres unterscheidet – eine Neuerung für die Griechen, die eine einheitliche Jahreszählung noch nicht kannten.
Den dritten, von Thukydides selbst mit sechs Jahren und zehn Monaten zeitlich genau umrissenen Werkteil (5,25–116) bildet jene „argwöhnische Waffenruhe“, die infolge des Nikiasfriedens zustande kam und die wegen nicht eingehaltener Abreden und wechselseitiger Übervorteilungsversuche von Spartanern und Athenern keine nachhaltige Beendigung des Krieges bedeutete. Thukydides schließt diesen Teil mit einer Schilderung der brutalen Unterwerfung von Melos 415 v. Chr. Im Mittelpunkt dieses aus Athener Sicht erfolgreichen Gewaltstreichs steht der berühmte Dialog zwischen Meliern und Athenern (5,85–113), ein im Gesamtwerk einmaliges Beispiel von schneller Wechselrede, in der das Spannungsverhältnis zwischen Macht und Recht drastisch zur Sprache gebracht wird. Für Will steht diese markante Episode im Zentrum des Werkes: „Hätte Thukydides seine Geschichte des Krieges bis 404 führen können, hätte Melos den Angelpunkt gebildet.“
Auch zum unmittelbar folgenden vierten Teil des Werkes, der den Versuch der Athener beschreibt, durch eine Flotten-Großexpedition 415–413 v. Chr. die Herrschaft über Sizilien zu erlangen (Buch VI und VII), werden die Vorgänge um Melos in der Thukydides-Forschung in engem Bezug gesehen, sei es als Auftakt und Ansporn für das weit größere Folgeunternehmen, sei es als Vorzeichen wachsender Hybris in Athen, die dem katastrophalen Ausgang der sizilischen Expedition mit der entscheidenden Niederlage der athenischen Flotte und Hoplitenstreitmacht bei Syrakus Vorschub geleistet hat.
Der unvollendete fünfte Werkteil behandelt den dekeleisch-ionischen Krieg in den Jahren 413–411 v. Chr., den Sturz der Demokratie in Athen durch das oligarchische Regime der 400 sowie dessen Ablösung durch die Verfassung der 5000 (Buch VIII). Bald danach bricht die Darstellung abrupt ab.
Mit seinen zeitlich unmittelbar anschließenden Hellenika setzte zwar u. a. der Historiker Xenophon die Darstellung des Thukydides bis zum Ende des Peloponnesischen Krieges und darüber hinaus fort (und begründete damit in Form der historia perpetua eine antike historiographische Tradition). Die bei Thukydides anzutreffende Genauigkeit und Dichte der Darstellung wurde jedoch in der Nachfolge nicht erreicht.

### Stil und Mittel der Darstellung
Bedenkt man, dass die Geschichtsschreibung in der griechischen und römischen Antike allgemein den Künsten zugeordnet wurde, so setzte Thukydides sich mit seiner zumeist nüchternen Darstellungsweise davon deutlich ab:

„Für solche Künste ist Thukydides zu herb. Er ist unmusisch, ja musenfeindlich wie kaum ein anderer Grieche. Eine Wirkung durch die Magie des Wortes hätte er sich auch gar nicht gewünscht, Mythen und Gedichte sind nur ein leichtgewordenes Spiel, das nicht heranreicht an die Schwere des gelebten Schicksals. Er fühlte sich nicht als Künstler, sondern als Erkennender….“

Verdichtung und prägnante Kürze kennzeichnen seinen Stil, für den der häufige Gebrauch von substantivierten Infinitiven, Partizipien und Adjektiven bezeichnend ist. Der Rhetoriklehrer Dionysios von Halikarnassos kritisierte ihn dafür als undeutlich, übertrieben kurz, komplex, streng, hart und dunkel. Scardino meint, dieser Stil rege die vom Leser geforderte aktive geistige Mitarbeit an. Landmann findet die Satzperioden oft schwer und ungelenk: „Kein Wort steht um des Wortes willen, immer steht ein Gedanke dahinter, der, neu gedacht, sich neuen Ausdruck schafft, knapp, geschliffen, stichhaltig.“
Eine spannende Lektüre ist das Werk nach Sonnabend über weite Strecken nicht, in denen militärische Aktionen in aller Ausführlichkeit abgehandelt werden oder Notate zur Ereignisgeschichte ohne Erschließungshilfen zu deren historischer Bedeutung zu verarbeiten sind. Doch seien auch diese Passagen Bestandteil eines historischen Konzepts, bei dem Sorgfalt und Akribie dominierten. Insbesondere aber werde der Leser durch jene Werkteile entschädigt, „die ohne Frage zu den Klassikern der Geschichtsschreibung gehören“ und die Thukydides’ historisch-literarische Fähigkeit eindrucksvoll unterstrichen.
Neben fesselnden Schilderungen wie dem Ausbruch und den Verheerungen der attischen Seuche unter den belagerten Athenern (Thuk. 2,47–54) und dem erst beschlossenen und dann doch abgewendeten Untergang Mytilenes (3,35–50) gehören dazu vor allem die Reden, in denen die politischen Akteure ihre jeweiligen Auffassungen vortragen. Sie machen insgesamt  etwa ein Viertel des Gesamtwerks aus. Die Gestaltung der Reden ist sowohl von der sophistischen Rhetorik als auch von der Tragödiendichtung beeinflusst. Rede und Gegenrede (die dissoi logoi) als Darstellungsmittel entsprechen einem damals verbreiteten Muster. Häufig vertreten sind die Reden speziell im ersten Buch, wo es um die Entscheidung zwischen Krieg und Frieden geht, und auch sonst vor allem dann, wenn die Motive für wichtige Entschlüsse zu verdeutlichen sind. Thukydides erläutert auch für dieses Darstellungsmittel sein methodisches Vorgehen:

„Was nun in den Reden hüben und drüben vorgebracht wurde, während sie sich zum Kriege anschickten, und als sie schon drin waren, davon die wörtliche Genauigkeit wiederzugeben war schwierig sowohl für mich, wo ich selber zuhörte, wie auch für meine Gewährsleute von anderwärts; nur wie meiner Meinung nach ein jeder in seiner Lage etwa sprechen mußte, so stehn die Reden da, in möglichst engem Anschluß an den Gesamtsinn des in Wirklichkeit Gesagten.“

Eine wortgetreue Wiedergabe des Redetextes beansprucht Thukydides also nicht; es handelt sich um Schöpfungen des Autors, die aber in einem tieferen Sinn als historisch getreu angesehen werden können, da sie auf die jeweilige geschichtliche Situation (περὶ τῶν αἰεὶ παρόντων perì tṓn aieì paróntōn), auf die von ihr an den Redner gestellten Forderungen (τὰ δέοντα tà déonta) und auf die politische Gesamthaltung des Sprechers (τῆς ξυμπάσης γνώμης tḗs xympásēs gnṓmēs) zielen. Thukydides hat sich dabei typischer Elemente einer echten Rede bedient und sie unter anderem mit Wortspielen und rhetorischen Tricks angereichert. Das versetzt den Leser in die Situation eines Hörers, der sich anhand des tatsächlichen Geschehensablaufs ein eigenes Urteil über die von den Parteien vorgetragenen verschiedenen Standpunkte zu bilden hat. Durch Konfrontation mit der jeweiligen rhetorischen Strategie und Argumentationswirkung vermittelt sich dem Leser nach Hagmaier „ein lebendigeres und tiefer gehendes Bild, als es eine analytische Darstellung zutage fördern könnte.“
Die Einheit des thukydideischen Werkes wird durch Über- und Einleitungsformeln sowie  durch die sinnvolle Verknüpfung von Rückblenden und Vorgriffen auch jenseits der vorherrschend chronologischen Darstellungsweise unterstützt. Die Auswahl und Anordnung der Fakten sowie das logisch aufeinander bezogene Zusammenspiel von Reden und Erzählung tragen ebenfalls dazu bei.

## Fragen der Thukydides-Forschung
Die Nichtvollendung des Werkes durch Thukydides und die uneinheitliche Gestaltung verschiedener Werkteile durch den Historiker geben der Thukydides-Forschung bis heute Rätsel auf und regen sie an zu Fragen und Deutungen. Anhaltend erörtert werden u. a. die Entstehungsgeschichte des von einem unbekannten Herausgeber publizierten Werkes, die von Thukydides damit und darin verfolgten Absichten sowie seine persönliche Ausrichtung in gesellschafts- und verfassungspolitischer Hinsicht.

### „Analytiker“ und „Unitarier“: die „Thukydideische Frage“
Eine neue Sicht auf das Werk des Thukydides entwickelte ab 1845 der Philologe Franz Wolfgang Ullrich, dem aufgefallen war, dass Thukydides nicht schon in seiner umfänglichen Einleitung vor der Schilderung des Archidamischen Krieges auf die 27-jährige Gesamtdauer der Auseinandersetzung zwischen Sparta und Athen hinweist, sondern dies erst angesichts des gescheiterten Nikias-Friedens im Rahmen eines zweiten Vorworts tut. Für Ullrich ergab sich in Verbindung mit weiteren Ableitungen der Schluss, dass Thukydides zunächst nur den Archidamischen Krieg habe darstellen wollen, dann aber durch das Wiederaufleben der Kampfhandlungen im Zuge der sizilischen Expedition zu einem Neuansatz veranlasst worden sei, den er nach der Niederlage Athens 404 v. Chr. ins Werk setzte. Indem Ullrich eine Ineinanderschichtung und Überlappung ursprünglicher Darstellungsteile mit Elementen einer Neuinterpretation des Gesamtgeschehens durch Thukydides nachzuweisen suchte, begründete er den Interpretationszweig der „Analytiker“.
Während diese in ihrer Werkexegese auf Textstellen verweisen, die für unterschiedliche Abfassungszeiträume stehen und einen Auffassungswandel des Thukydides markieren sollen, geht es für den Interpretationszweig der Unitarier um den Nachweis, dass Thukydides sein Werk in einem Zuge nach 404 v. Chr. umgesetzt habe. „Es ist leicht einzusehen“, schreibt Will, „daß eine Vermittlung zwischen den teilweise diametral entgegengesetzten Standpunkten kaum möglich war; eine ‚unitarische’ Interpretation zeitigte eine ‚analytische’ Reaktion und umgekehrt.“
Zu konkreten Gegenständen der Auseinandersetzung werden dabei insbesondere die von den Analytikern angeführten Hinweise einerseits auf „Frühindizien“ und andererseits auf „Spätindizien“ im Werk des Thukydides, die der Zuordnung zu einer frühen oder späten Abfassungszeit des jeweiligen Darstellungsabschnitts dienen sollen. So werden z. B. Thukydides’ Behauptung und Erläuterung der ganz neuen Dimensionen dieses Krieges ebenso wie seine methodischen Akzente hauptsächlich einer Frühphase des Werkes zugeordnet in der Annahme, zu jenem Zeitpunkt habe Thukydides sich vor allem gegenüber dem gerade besonders populären Herodot abgrenzen und behaupten wollen. Dies habe aber nach 404 v. Chr. keine Rolle mehr gespielt: „Thukydides schrieb jetzt für die Generation des verlorenen Krieges, eine Leserschaft“, meint Will, „der unter dem frischen Eindruck der spartanischen Gewaltherrschaft der Ruhm der Vorfahren gleichgültig war und die stattdessen zu wissen begehrte, wer diesen Krieg, dessen Anfänge die wenigsten noch bewußt erlebt hatten, um welcher Ziele willen geführt und wer schließlich auch die Katastrophe zu verantworten hatte.“
Erst in Kenntnis der endgültigen Niederlage Athens oder zumindest im Bewusstsein von deren Unvermeidlichkeit sei Thukydides, der nun auch Sparta gegenüber eine negativere Haltung entwickelt habe, die Einsicht in die für ihn wahre Ursache des Krieges gekommen: in den unversöhnlichen Dualismus der beiden griechischen Großmächte nämlich, aus dem sich zwangsläufig der Krieg bis zur Vernichtung einer Seite ergeben habe. „Diese Überzeugung“, so Will, „steht nicht am Anfang, sondern am Ende seiner Beschäftigung mit der Materie.“ Erst mit dieser späten Erkenntnis sei auch die auf die Herausarbeitung der zunehmenden Rivalität beider Großmächte gerichtete Darstellung der Pentekontaetie sinnvoll und nötig geworden, weshalb u. a. diese beiden Werkkomponenten eindeutig den Spätindizien zuzuordnen seien.
Nicht einverstanden mit einer solchen Theorie der Komplementärversatzstücke im ersten Buch des Werkes ist beispielsweise Hagmaier, der es vielmehr als eine in sich geschlossene Einheit ansieht, „die kaum das Resultat nachträglicher Erläuterungen, Einschübe oder Zusätze sein kann.“ Eine skeptisch-vermittelnde Haltung in der Auseinandersetzung zwischen Analytikern und Unitariern nimmt etwa Scardino ein, indem er resümiert:

„Mit einer gewissen Plausibilität kann man annehmen, dass Thukydides unmittelbar bei Kriegsausbruch begann, schriftliche Notizen (ὑπομνήματα hypomnḗmata) zu sammeln und in der Folge, vielleicht nach 421, teilweise auszuarbeiten. Nach 404 hat er sein Werk nach einem einheitlichen Plan und Konzept niederzuschreiben begonnen, wobei nicht abschätzbar ist, an welchen Stellen und inwieweit er schon mehr oder weniger fertige Entwürfe übernommen und in sein unvollendet gebliebenes Werk eingearbeitet hat.“

### Nachträgliche Verklärung des Perikles?
Aus der analytischen Sicht Wills war die von Thukydides schließlich entdeckte phasendifferenzierte Ganzheitlichkeit des Peloponnesischen Krieges die Richtschnur für die „Redaktion letzter Hand“, die speziell dem Einführungsteil und der Zeit bis zu Perikles’ Tod gewidmet gewesen sei. Thukydides sei es in seinem Werk überhaupt wesentlich um das von Perikles zu entwerfende Bild gegangen. Die Darstellung der zahlreichen übrigen Kriegsjahre erscheine geradezu als Fußnote zu der abschließenden Würdigung des Perikles (2,65).

„Die Darstellung der perikleischen Jahre läßt sich als der inhaltlich dichteste und formal kohärenteste Teil des Thukydideischen Werkes bezeichnen. Sie enthält alle stilistischen Mittel, über die Thukydides verfügt und die ihn als Dramatiker wie als Historiker ausweisen: die Rede in direkter oder indirekter Form, den Exkurs, die Reflexion der handelnden Personen wie des Autors, den Brief. […] In diesen Kapiteln ist die gesamte Geschichte des Krieges gegenwärtig; eine Vorschau zeichnet das Ende, Rückblenden führen nicht nur in die Anfänge der Pentekontaetie und des spartanisch-attischen Dualismus zurück, sondern fast bis in die archaische Zeit Athens, als die Vorfahren des Perikles ins Licht der Geschichte traten. Die rasche Abfolge von Erga und Logoi treibt die Handlung voran, Exkurse und Zusammenfassungen legen Verbindungen offen und erhöhen als retardierende Momente die Spannung“

Als Ergebnis dieser Darstellung werde aber nicht der Politiker gezeigt, der Athen in den Krieg führte, sondern ein Wunschbild, der Stratege nämlich, der aufgrund seines überlegenen Kriegsplans die Auseinandersetzung mit Sparta schließlich siegreich gestaltet hätte. „Was zunächst als Apologie des Helden geplant war, endet in einer Art Apotheose“, schreibt Will im Vorwort zu seinem Werk Thukydides und Perikles. Der Historiker und sein Held. Folgt man ihm, so genügt Thukydides seinen eigenen methodischen Vorgaben und Ansprüchen nicht. Im Vergleich mit anderen von Thukydides breit ausgeführten Vorkriegsstreitgegenständen wird die von Perikles veranlasste und von ihm auch gegen Drohungen von außen verteidigte Handelsblockade gegen Megara (das Megarische Psephisma) gezielt marginalisiert, meint Will.

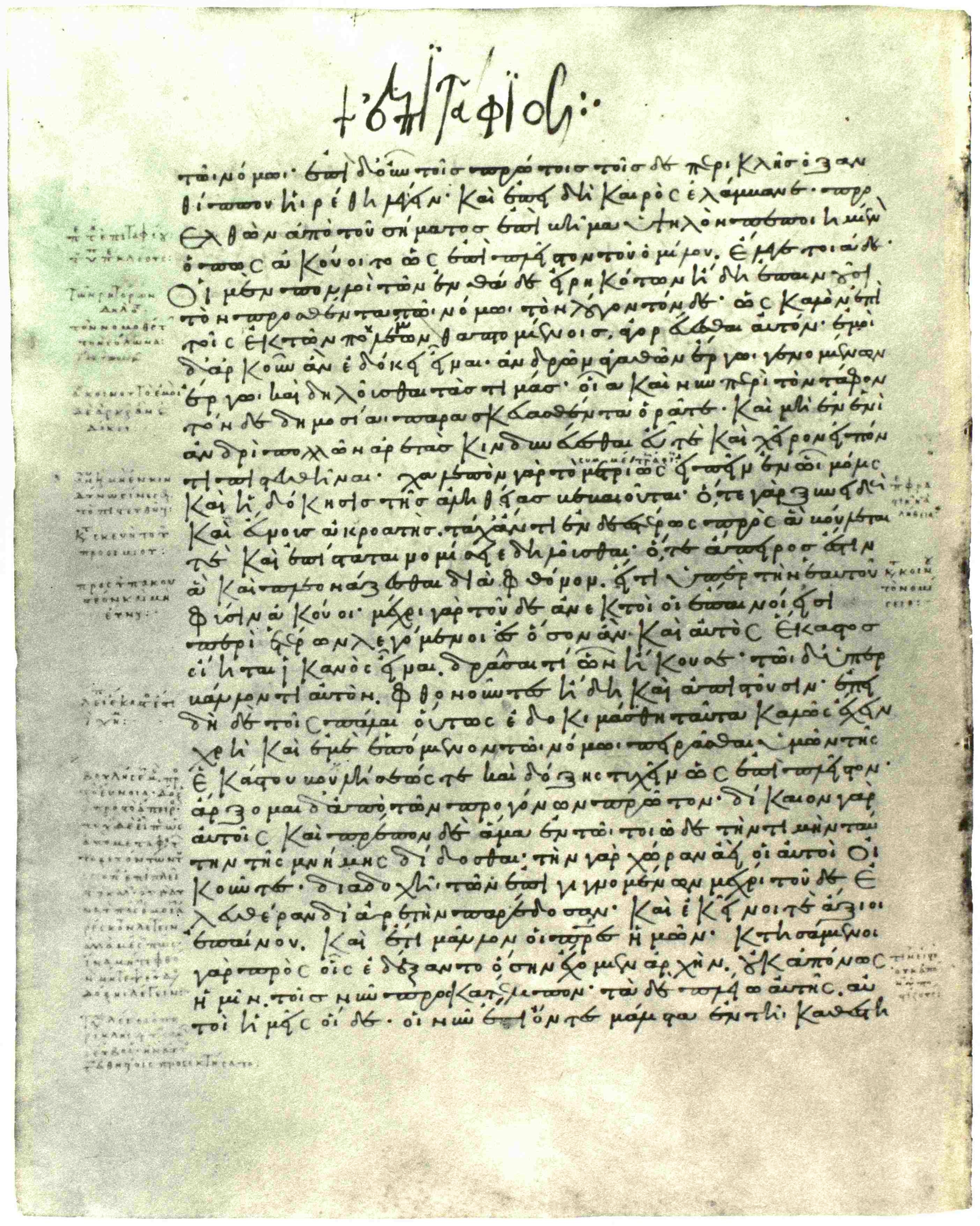
Die Gefallenenrede des Perikles in einer mittelalterlichen Thukydides-Handschrift (München, Bayerische Staatsbibliothek, Cod. graec. 430, fol. 53v, 10./11. Jahrhundert)

Nicht einmal ein „Anschein von Historizität“ findet sich für Will in Thukydides’ Wiedergabe einer Perikles-Rede zu Kriegsanfang, wo er seinen Mitbürgern die Einsicht zumutet, dass Athens rigide Herrschaftsausübung im Attischen Seebund auf Unrecht beruhen könnte (2,63). „Die Anfangsphase des Krieges, in der Euripides in seinen Tragödien Athen als Hort der Freiheit feierte, war nicht die Situation, in der Athen sich solchen Unrechts zieh, die Pnyx nicht der Platz, an dem die Anklage formuliert wurde.“
Bei verschiedenen Gelegenheiten bezweifelt Will Thukydides’ erklärtes Vorhaben, den Redengehalt sinngemäß korrekt wiederzugeben: „Von der zunächst unerwarteten Fortsetzung des Krieges und der schließlich erst sehr spät absehbaren Niederlage Athens vor neue Darstellungs- und Deutungsprobleme gestellt, gestaltete Thukydides seine Reden in einer Weise, die den eingangs aufgestellten Richtlinien nicht mehr voll gerecht wurde; […] Thukydides fingierte wohl nicht nur Reden wie den Logos der Athener im ersten Buch, sondern auch Anlässe und vielleicht sogar die Person des Redners.“ Der berühmte Epitaphios (Rede auf die Gefallenen, Thukydides 2,35–46) spiegele weit mehr die Gedanken des Historikers Thukydides als die Worte des Staatsmannes Perikles. „In dreißig Jahren verwandelten sich Perikleische Gedanken in Thukydideische, Thukydideische Ansichten gerannen zu Perikleischen.“ In der Summe ergibt sich für Will: „Perikles ist das Selbstportrait des Historikers als Staatsmann.“
Die Identifikationsbereitschaft des Thukydides mit Perikles sieht Will wesentlich gefördert durch die thrakischen Besitzungen des Historikers, für die sich im Zuge der von Perikles gestützten imperialen Politik Athens eine verbesserte Anbindung und bessere Nutzungsmöglichkeiten eröffneten. Dadurch sei der Kimon-Verwandte, von Hause aus also ein Perikles-Gegner, zu dessen Anhänger und zum Kriegsbefürworter geworden – „in der Rolle des politischen Konvertiten mit all den damit verbundenen psychologischen Implikationen.“
Demgegenüber hält Bleckmann den Deutungsansatz des Thukydides und die von ihm für Perikles bezeugte Haltung bei der Entstehung des Peloponnesischen Krieges für durchaus nachvollziehbar: „Die ultimativen Forderungen Spartas gipfelten in der Forderung, den Bündnern Athens die Autonomie zurückzugeben und damit einen großen Teil der organisatorischen Entwicklung des Bundes in Frage zu stellen. Diese Forderungen standen am Ende einer Reihe von Versuchen Spartas und seiner Verbündeten, den Attischen Seebund auseinanderzusprengen.“ Athens Versorgung, Wohlstand und Demokratie aber seien zu dieser Zeit bereits viel zu eng mit dem Instrument des Attischen Seebunds verbunden gewesen, als dass die Athener solchen Forderungen ohne weiteres hätten nachgeben können: „Der Kriegseintritt barg große Risiken, aber eine Vermeidung des Kriegseintritts konnte die Integrität der Herrschaft nicht sichern.“ Da Thukydides als Angehöriger der aristokratischen Elite Athens Perikles persönlich gekannt habe und über Erwägungen zum Kriegseintritt aus erster Hand informiert gewesen sei, plädiert Bleckmann dafür, sich dem Urteil des Thukydides hinsichtlich der Motive des Perikles für den Kriegseintritt anzuschließen.

### Aspekte des politischen Denkens
Eindimensionale Positionierung in der politischen Auseinandersetzung und offene politische Parteinahme lässt der Historiker Thukydides in seinem Werk kaum erkennen. Auf den Vorgang der Berufung in das Amt des Strategen sowie auf die in dieser damals wichtigsten staatspolitischen Funktion gemachten persönlichen Erfahrungen geht Thukydides geradezu ostentativ überhaupt nicht ein und vermittelt auf diese Weise, dass er auf anderes zielt als auf die Verallgemeinerung von individuellen Erfahrungen. Nach Hartmut Leppin lässt auch sein aristokratisches Herkunftsmilieu keine einfachen Rückschlüsse etwa auf eine oligarchische  Orientierung zu.
Wichtige Anregungen für sein Menschenbild und sein Urteil über gestaltende politische Kräfte wie auch über Verfassungsaspekte mögen vor allem die zeitgenössischen Sophisten gegeben haben, die mit aufklärerischem Anspruch gerade auch in der Athener Öffentlichkeit wirkten. Da Thukydides jegliche Art direkten politischen Bekenntnisses meidet, kann nur die Werkinterpretation über sein politisches Denken Aufschluss geben.

#### Menschenbild
Maßgebliche Bedeutung für Geschichtsverständnis und politisches Denken des Thukydides hat sein Menschenbild. Eine allen Menschen gemeinsame und die Zeiten überdauernde menschliche Natur bestimmt als regulatives Prinzip das historische Geschehen, wie Hagmaier z. B. aus Thukydides’ verallgemeinernder Einschätzung des Kriegs- und Bürgerkriegsgeschehens in Kerkyra ableitet:

„So brach in ständigem Aufruhr viel Schweres über die Städte herein, wie es zwar geschieht und immer wieder sein wird, solange Menschenwesen sich gleichbleibt, aber doch schlimmer oder harmloser und in immer wieder anderen Formen, wie es jeweils der Wechsel der Umstände mit sich bringt. Denn im Frieden und Wohlstand ist die Denkart der Menschen und der ganzen Völker besser, weil keine aufgezwungenen Notwendigkeiten sie bedrängen; aber der Krieg, der das leichte Leben des Alltags aufhebt, ist ein gewalttätiger Lehrer und stimmt die Leidenschaft der Menge nach dem Augenblick.“

Mit derlei Reflexionen möchte Thukydides dazu anleiten, folgert Hagmaier, „die Gesetzmäßigkeiten historisch-politischer Prozesse, die aus den Grundtriebkräften der ἀνθρωπεία φύσις [menschlichen Natur] resultieren, am Beispiel des peloponnesischen Krieges zu erfassen, um die aus der Lektüre seines Geschichtswerkes gewonnenen Einsichten auch auf künftige Geschehensabläufe anzuwenden.“
Als eine von Thukydides vielfach und insbesondere im Melierdialog angesprochene wesentliche Komponente der Menschennatur stellt sich das Machtstreben von Individuen, Gruppen wie auch ganzen Staaten dar, das von Ehrgeiz, Eigensucht und Furcht angetrieben wird. „Wer immer Schwäche zeigt, muß dem Stärkeren unterliegen“, resümiert Will die von Thukydides aufbereiteten Erfahrungen, „wer immer die Möglichkeit zu herrschen sieht, scheut kein Verbrechen.“ Die Herrschsucht gründe in der Raffgier, im Mehrhabenwollen zum eigenen Vorteil, sowie in der Ehr- und Ruhmsucht.

„Eide, falls noch irgendein Vergleich auf die Art bekräftigt wurde, waren geleistet in der Not, wenn beide [Kriegsparteien] sich nicht mehr zu helfen wußten, und galten für den Augenblick; wer aber bei günstiger Gelegenheit zuerst wieder Mut faßte, wenn er eine Blöße entdeckte, der nahm seine Rache lieber durch Verrat als in offenem Kampf, einmal zu seiner Sicherheit und dann, weil der ertrogene Triumph ihm noch den Siegespreis der Schlauheit hinzugewann. Denn im allgemeinen heißt der Mensch lieber ein Bösewicht, aber gescheit, als ein Dummkopf, wenn auch anständig; des einen schämt er, mit dem andern brüstet er sich.“

Im Übrigen geht Thukydides laut Scardino davon aus, dass der Mensch zweckrational im Sinne des eigenen Vorteils handle, sofern ihn nicht Wissensmängel, Affekte, von denen er sich mitreißen lässt, oder äußere Umstände daran hinderten. Oft lässt er sich allerdings mehr von Wünschen und Hoffnungen leiten als von vernünftiger Überlegung – „wie denn die Menschen gewöhnlich, was sie begehren, unbedachter Hoffnung überlassen, was aber nicht bequem ist, mit selbstherrlichen Begründungen wegschieben.“ Deshalb, so Leppin, wird in den von Thukydides behandelten Reden zumeist an den Eigennutz der Zuhörer appelliert, während moralische und rechtliche Überlegungen demgegenüber zurücktreten.

#### Politische Gestaltungskräfte
So sehr Thukydides den Einfluss der natürlichen menschlichen Eigenschaften auf das politische und historische Geschehen hervorgehoben hat – und damit der herkömmlichen Vorstellung vom bestimmenden Einfluss der Götter auf das menschliche Schicksal entgegengetreten ist –, so erweist sich sein Menschenbild andererseits weder als vorherbestimmt (deterministisch) noch als statisch: „Seine Aussagen über die menschliche Natur erlauben für sich genommen keine präzisen Vorhersagen, denn der Historiker weiß, daß Naturkatastrophen und Zufälle die Entwicklung beeinflussen können.“ Während die Natur (φύσις phýsis) des Menschen sich gleich bleibe, seien die Verhaltensweisen (τρόποι trópoi) für Thukydides durchaus wandlungsfähig, zum Besseren wie zum Schlechteren. Im Athen des 5. Jahrhunderts v. Chr. hatten sich mit den Tributen der Bundesgenossen im Seebund, mit der komfortablen Machtposition der Stadt auch in wirtschaftlicher Hinsicht und mit der Demokratisierung der Bürgerschaft die Wünsche nach Mehrung des Reichtums stark verbreitet. So wurde nach Thukydides Geldgewinn zum Motiv Einzelner, von Gruppen bzw. der Bevölkerung insgesamt.
Indem Thukydides von der Individualpsychologie zu sozialpsychologischen Ableitungen im Hinblick auf die Reaktionen und Verhaltensweisen von Menschenansammlungen – in Sonderheit der athenischen Volksversammlung – gelangt und dort eine verstärkte Neigung zu Affekten und Leidenschaft auf Kosten der Vernunft konstatiert, erwartet er von Politikern, die sich wie Perikles durch Rationalität und persönliche Integrität auszeichnen, so Scardino, dass sie das Volk durch analytische und kommunikative Fähigkeiten in die richtigen Bahnen lenken. Das ist nach Thukydides umso nötiger, als in der Massenversammlung noch weitere abträgliche Eigenschaften stark ausgebildet sind:

„Die Masse ist in ihren Auffassungen unstet und wetterwendisch, für ihre Fehlleistungen macht sie andere verantwortlich, vor allem die Politiker, mitunter die Wahrsager. So sind vernünftige Beschlüsse nicht zu erwarten, wenn das Volk den Entscheidungsprozeß beherrscht und die Politiker in Furcht vor ihm leben. Da dies aber oft genug der Fall ist, geben nicht sachgerechte Kriterien immer wieder den Ausschlag.“

Um solche Tendenzen der Masse zu neutralisieren, bedarf es führender Politiker mit entgegengesetzten Eigenschaften, die neben der uneigennützigen Liebe zur eigenen Polis über analytischen Verstand verfügen, sich anderen gut mitzuteilen vermögen, durchsetzungsfähig sind und sich in ihrem Wirken für das Gemeinwesen als unbestechlich erweisen. Solche Eigenschaften findet Thukydides bei Perikles, aber auch bei Hermokrates und Themistokles. Alkibiades dagegen genügte trotz seiner Brillanz diesem Eigenschaftsprofil nicht, insofern er hauptsächlich eigenen Interessen folgte und nicht die Fähigkeit besaß, das Vertrauen des Volkes auf Dauer zu gewinnen. In seiner abschließenden Würdigung des Perikles rühmt Thukydides ihm nach:

„Denn solang er die Stadt leitete im Frieden, führte er sie mit Mäßigung und erhielt ihr ihre Sicherheit, und unter ihm wurde sie so groß, und als der Krieg ausbrach, da hatte er, wie sich zeigen lässt, auch hierfür die Kräfte richtig vorausberechnet. […] Denn er hatte ihnen gesagt, sie sollten sich nicht zersplittern, die Flotte ausbauen, ihr Reich nicht vergrößern während des Krieges und die Stadt nicht aufs Spiel setzen, dann würden sie siegen. Sie aber taten von allem das Gegenteil und rissen außerdem aus persönlichem Ehrgeiz und zu persönlichem Gewinn den ganzen Staat in Unternehmungen, die mit dem Krieg ohne Zusammenhang schienen und die, falsch für Athen selbst und seinen Bund, solange es gut ging, eher einzelnen Bürgern Ehre und Vorteil brachten, im Fehlschlag aber die Stadt für den Krieg schwächten. Das kam daher, dass er, mächtig durch sein Ansehn und seine Einsicht und in Gelddingen makellos unbeschenkbar, die Masse in Freiheit bändigte, selber führend, nicht von ihr geführt, weil er nicht, um mit unsachlichen Mitteln die Führung zu erwerben, ihr zu Gefallen redete, sondern genug Ansehen hatte, ihr auch im Zorn zu widersprechen. Sooft er wenigstens bemerkte, dass sie zur Unzeit sich in leichtfertiger Zuversicht überhoben, traf er sie mit seiner Rede so, dass sie ängstlich wurden, und aus unbegründeter Furcht hob er sie wiederum auf und machte ihnen Mut. Es war dem Namen nach eine Demokratie, in Wirklichkeit die Herrschaft des Ersten Mannes.“

#### Verfassungsaspekte
Verfassungstheoretische Fragen stehen weder im Zentrum des Thukydideischen Werkes, noch gibt es dazu von ihm überhaupt zusammenhängend zielgerichtete Reflexionen. Welches die beste Polisverfassung sei, hat Thukydides nicht ausdrücklich behandelt. Dennoch haben Thukydides-Forscher verbreitet ein Interesse daran zu klären, wie ein oft so akribischer und weitläufig orientierter Beobachter des Zeitgeschehens in Bezug auf das ihm vertraute Verfassungsspektrum der griechischen Poleis eingestellt war.
Als maßgeblichen Anhaltspunkt für das Verfassungsideal des Thukydides nimmt Will dessen Urteil, wonach Athen in der Ära des Perikles zwar dem Namen nach Demokratie, tatsächlich  aber die Herrschaft des ersten Mannes war, und zieht den Schluss, es sei Thukydides um die Aussöhnung der demokratischen Welt mit der oligarchischen gegangen, indem er als neues Staatsmodell die aristokratische Herrschaft innerhalb der demokratischen propagierte.
Ergebnisoffener fällt die diesbezügliche Werkanalyse Leppins aus. Die von Thukydides behandelten Reden mit Verfassungsbezug etwa gäben nicht zwingend Thukydides’ eigenes Denken darüber wieder, sondern zielten vornehmlich auf Schärfung des Problembewusstseins beim Leser. Deutlich sei die besondere Wertschätzung einer stabilen gesetzlichen Ordnung und die Warnung vor der Anomie, die z. B. infolge der Attischen Seuche auftrat. In der wohl eingehendsten Darstellung eines demokratischen Verfassungssystems durch den Syrakusaner Athenagoras werden Gesetzesgeltung und rechtliche Gleichheit der Bürger als Grundprinzipien ausgewiesen; hinsichtlich ihrer politischen Funktion werden die Bevölkerungsgruppen, die als Demos ein Ganzes bilden, jedoch unterteilt: „Die Reichen (οἱ πλούσιοι hoi ploúsioi) sind die geeignetsten Wächter über die staatlichen Gelder; die Verständigen (οἱ ξυνετοί hoi xynetoí) sind am tauglichsten darin, Ratschläge zu erteilen; die Masse (οἱ πολλοί hoi polloí) ist am besten geeignet zu entscheiden, nachdem sie sich über den Sachverhalt unterrichtet hat.“
Innerhalb der verfassungstypologischen Debatte wird von demokratischer Seite eher „institutionalistisch“ argumentiert, etwa mit der Hervorhebung der Ämterlosung, von oligarchischer Seite eher „personalistisch“, also wesentlich unter Hinweis auf die besonderen politischen Qualitäten der Herrschaftseliten. Einen prinzipiellen qualitativen Unterschied zwischen Demokratien und Oligarchien macht Thukydides anscheinend nicht. Das Problem der von Affekten geleiteten Massen stelle sich bei beiden Verfassungstypen. Kriterium einer guten Verfassung sei nach Thukydides im Wesentlichen  der geglückte Interessenausgleich zwischen  der Masse und den Wenigen.
Seine größte ausdrückliche Zustimmung fand die nach der oligarchischen Gewaltherrschaft der 400 in Athen 411 v. Chr. praktizierte Verfassung der 5000, in der eine auf die Anzahl der Hopliten beschränkte Größe der Volksversammlung die politische Entscheidungsmacht hatte:

„Es gab später noch andere zahlreiche Versammlungen, in denen sie Gesetzgeber und andere Staatseinrichtungen beschlossen, und wie nie zeigte Athen, das erstemal, seit ich lebe, eine gute Verfassung; es war dies ein vernünftiger Ausgleich zwischen den Wenigen und den Vielen und hat aus mißlich gewordener Lage die Stadt zuerst wieder hochgebracht.“

Thukydides’ positives Urteil über das demokratische Athen zur Zeit des Perikles steht dazu nach Leppin nicht im Widerspruch, wenn man zugrunde legt, dass es Thukydides kaum um eine Festlegung im Rahmen der klassischen Verfassungstypologie (Monarchie, Oligarchie, Demokratie) gegangen ist, sondern um die Einheit und politische Funktionstüchtigkeit der Polis im jeweils gegebenen historisch-politischen Umfeld.

## Rezeption und Nachwirkung
„Das erste Blatt des Thukydides ist der einzige Anfang aller wahren Geschichte“, schrieb Immanuel Kant in Übereinstimmung mit David Hume („The first page of Thucydides is the commencement of real history“). Die damit auch unter geschichtsphilosophisch Interessierten auf den Höhepunkt der Wertschätzung gelangende Thukydides-Rezeption hat jedoch nicht durchweg ein solches Ausmaß an Zuwendung angenommen. Nicht erst die anhaltend intensive neuere Thukydides-Forschung hat neben die Reverenz an den Protagonisten einer wissenschaftlich reflektierten Geschichtsdarstellung auch kritische Akzente gesetzt. Gerade der Beginn seiner Wirkungsgeschichte lässt auf unterschiedliche Resonanz schließen.
Die Überlieferung des Werkes geht wahrscheinlich auf einen nicht erhaltenen Archetypus aus der Zeit vor Stephanos von Byzanz im 6. Jahrhundert zurück. Sie zerfällt in zwei als α und β angesprochene Handschriftenfamilien mit 2 beziehungsweise 5 Handschriften aus dem 10. und 11. Jahrhundert. Familie β enthält hierbei teils ältere Überlieferungen. Dennoch gehen beide Familien auf einen Text Θ zurück, dessen Entstehung im 9. Jahrhundert anzusetzen ist. Fragmente des Werkes sind zudem in rund 100 Papyri zu fassen.

### Antike und europäisches Mittelalter

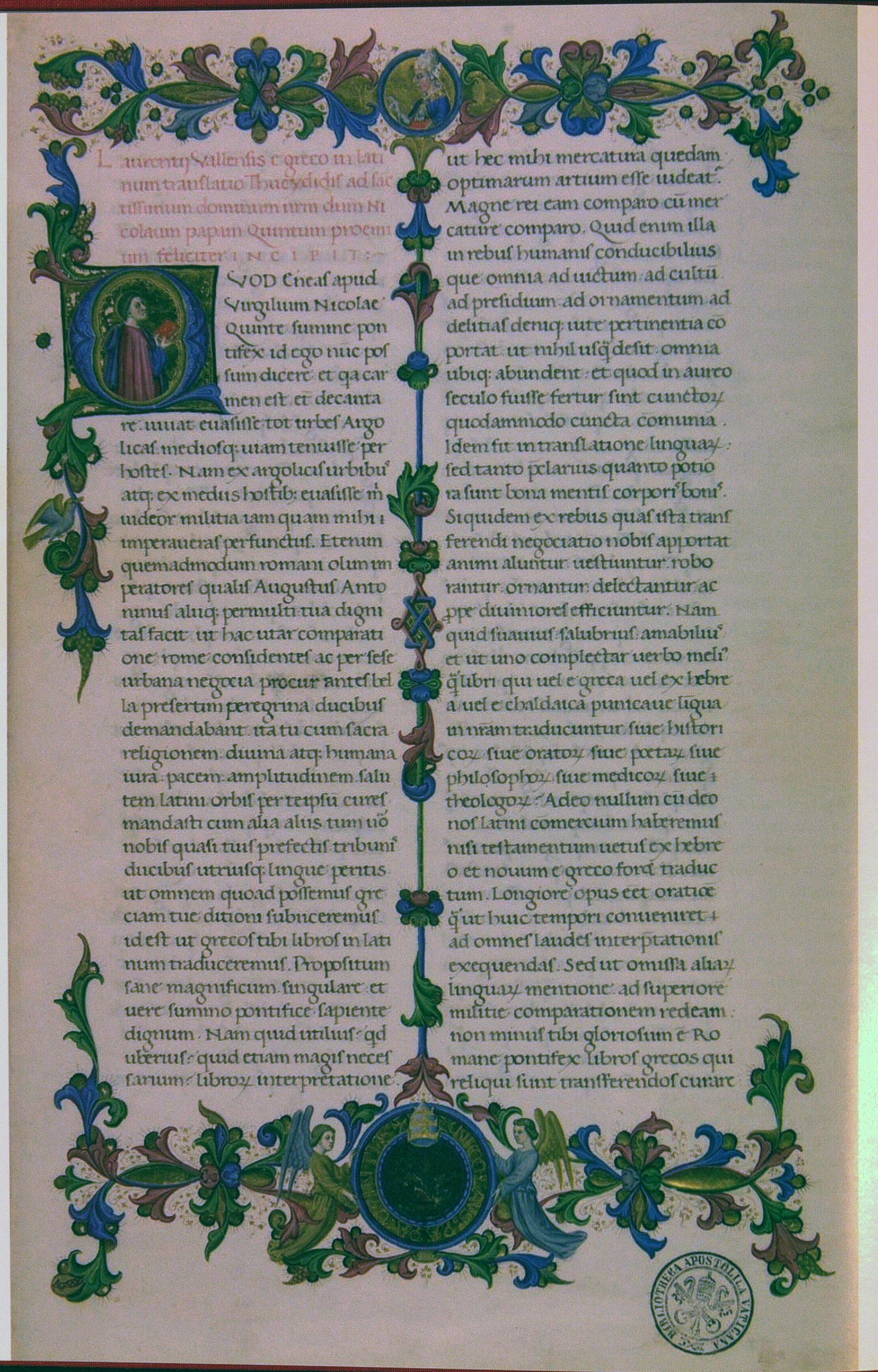
Der Anfang von Lorenzo Vallas Vorrede zu seiner lateinischen Übersetzung des Geschichtswerks des Thukydides im Widmungsexemplar für Papst Nikolaus V. Handschrift Città del Vaticano, Biblioteca Apostolica Vaticana, Vat. lat. 1801, fol. 1r

Zu schreiben wie Thukydides war das Ziel mancher antiker Autoren  – wenn sie sich denn für politische Geschichte interessierten. Xenophon schloss an ihn an, ebenso wie wohl auch Kratippos von Athen. Philistos von Syrakus ahmte ihn nach und Polybios nahm ihn sich zum Vorbild. Dagegen konstatiert Will eine zunächst bescheidene allgemeine Wirkung des Thukydides auf Historiker, Redner, Publizisten und Philosophen, die erst mit dem Attizismus des ersten vorchristlichen Jahrhunderts in verbreitete Rezeption umschlug. Weder Platon noch Demosthenes  beispielsweise haben sich im Rahmen der bekannten Überlieferung mit ihm auseinandergesetzt. Plutarch wiederum wendete sich ihm intensiv zu: Etwa fünfzig Zitate aus Thukydides’ Werk sind bei ihm zu finden, „die Viten des Alkibiades und Nikias können stellenweise als Paraphrasen des Thukydideischen Berichts angesehen werden.“
Während Cicero sich als Stilkritiker ablehnend über die im Werk enthaltenen Reden des Thukydides äußerte, haben sowohl Sallust als auch Tacitus sich teils stark an ihm orientiert. Allerdings ist Cicero das thukydideische Werk bestens geläufig, denn er zitiert in seinen Briefen an Atticus und an anderen Stellen daraus und lobt sowohl die Leistung des Historikers als auch den Stil seiner Darstellung. Überhaupt nahm das Interesse am Werk des Thukydides in der römischen Kaiserzeit anscheinend noch deutlich zu: Lukian von Samosata machte sich in seinem Werk Wie man Geschichte schreiben soll darüber lustig, dass mehrere Geschichtsschreiber (so Crepereius Calpurnianus) ihre Werke vollständig an dem des Thukydides ausrichteten und ganze Passagen von ihm nur leicht verändert übernahmen. Im 3. Jahrhundert wurde Cassius Dio von Thukydides beeinflusst, ebenso Publius Herennius Dexippus, von dessen Werk aber nur Fragmente erhalten sind.
Auch in der Spätantike blieb Thukydides oft Vorbild, so für Ammianus Marcellinus (bzgl. seiner Vorgehensweise in den zeitgenössischen Büchern), Priskos (der sich bei Beschreibungen teils topisch an Thukydides anlehnte) oder für Prokopios von Caesarea. Die in der klassizistischen Hochsprache verfassten Werke byzantinischer Geschichtsschreiber waren ebenfalls von Thukydides beeinflusst.
Im Westen kannte man Thukydides während des Mittelalters nur in Auszügen und in indirekter Überlieferung aus Byzanz, während er in der Renaissance wieder Verbreitung fand. Eine der ältesten erhaltenen Handschriften der Historien, die Ende des 9. Jahrhunderts in Konstantinopel angefertigt wurde, kam im 16. Jahrhundert als Teil der Bibliothek des Humanisten Ulrich Fugger nach Heidelberg. Nach der Wegführung der Bibliotheca Palatina im Dreißigjährigen Krieg gelangte die Handschrift im Rahmen des Wiener Kongresses 1815 erneut in die Kurpfalz. 1502 gab Aldus Manutius in Venedig die griechische Editio princeps heraus. Eine lateinische Übersetzung wurde von Lorenzo Valla 1452 vollendet und 1513 gedruckt. Die erste Übertragung ins Deutsche, angefertigt vom Theologieprofessor Johann David Heilmann, erschien 1760.

### Neuzeit und Gegenwart

Thukydides auf einer Sammelmarke für Langenscheidts Bibliothek der Klassiker

In der Neuzeit wurde Thukydides u. a. als „Vater der politischen Geschichtsschreibung“ gefeiert und für seine Objektivität gerühmt. Außer Hume und Kant priesen ihn Machiavelli, der stark von ihm beeinflusste Thomas Hobbes, der ihn ins Englische übersetzte und sein Werk interpretierte, sowie Georg Wilhelm Friedrich Hegel. Friedrich Nietzsche notierte:

„Von der jämmerlichen Schönfärberei der Griechen ins Ideal, die der ‚klassisch gebildete‘ Jüngling als Lohn für seine Gymnasial-Dressur ins Leben davonträgt, kurirt Nichts so gründlich als Thukydides. Man muss ihn Zeile für Zeile umwenden und seine Hintergedanken so deutlich ablesen wie seine Worte: es giebt wenige so hintergedankenreiche Denker.“

Max Weber erkennt in seiner Art der Geschichtsschreibung ein „Thukydideisches Pragma“ und sieht in diesem ein Charakteristikum des Okzidents.
Als einen für Thukydides leitenden Gesichtspunkt hebt Thomas A. Szlezák dessen Menschenbild bzw. die Bestimmung der Natur des Menschen und seiner Anlagen hervor. So stehe es dem politisch Mächtigen nicht frei, seine Macht zu dosieren oder preiszugeben, weil er sich damit selbst gefährden würde. Macht eröffne zwar politische Handlungsmöglichkeiten, frei mache sie aber nicht. Thukydides setzte das Menschliche als Grunddeterminante des Geschichtsprozesses laut Szlezák vermutlich deshalb an, um den noch bei Herodot anzutreffenden Einfluss des Göttlichen hinter sich zu lassen und zu ersetzen. „Jedenfalls hat in seiner scharfen, glasklaren, streng rationalen Analyse der politischen Entscheidungen ein göttliches Wirken keinen Platz.“
Unerreicht nennt Wolfgang Will Thukydides’ Akribie; doch vor allem werde sich an ihn halten müssen, wer Großmachtpolitik im 21. Jahrhundert verstehen wolle. Von zeitgenössischen Geschichtswerken sei wenig Hilfestellung zu erwarten.
In vieler Hinsicht nachvollziehbar ist Thukydides’ Orientierung am Grundsatz der größtmöglichen Objektivität. Zwar lassen sich nicht alle Angaben verifizieren, aber doch ein bedeutender Teil, wie epigraphische und prosopographische Studien belegen. Dass Thukydides oft allein als Quelle für bestimmte historische Vorgänge zur Verfügung steht und dass er nicht alle interessanten gesellschaftsgeschichtlichen Aspekte erfasst, muss in diesem Kontext stets mitbedacht werden. Die Wirkmächtigkeit seines Werkes sollte nicht dazu verleiten, seine Darstellung unreflektiert zu übernehmen. Thukydides’ Aufriss der griechischen Frühgeschichte (Archaiologia) kann im Lichte der neueren Forschung nicht bestehen, und auch die Darstellung der so genannten Pentekontaetie weist erhebliche Lücken auf.
Trotz der Komplexität, die es nicht leicht macht, das Werk im Ganzen zu erfassen, entwickelte es eine große Breitenwirkung bis in heutige Zeit hinein. Die darin enthaltene Charakterisierung der Demokratie stand – vor ihrer Streichung – als Motto im Textentwurf zur EU-Verfassung. Am Naval War College in Newport, USA, – ebenso wie an anderen Militärakademien – ist das Werk Pflichtlektüre. Im Hinblick auf den stetig wachsenden globalen Einfluss der Volksrepublik China warnte der Politologe Graham Allison in den 2010er Jahren vor der Thukydides-Falle (Thucydides’ Trap): Es drohe analog zu Thukydides Vorstellung, dass der (Peloponnesische) Krieg wegen der Furcht der etablierten Großmacht Sparta vor den Machtzuwächsen Athens unvermeidlich geworden sei, eine kriegerische Auseinandersetzung zwischen der bisherigen Weltmacht USA und China.

## Ausgaben und Übersetzungen
- Thucydides: Geschichte des Peloponnesischen Kriegs. 8 Bände, übersetzt von Christian Nathanael Osiander, Metzler, Stuttgart 1826–1829.
- Thucydidis De Bello Peloponnesiaco Libri Octo. Editio Stereotypa Altera, hrsg. von Immanuel Bekker, Georg Reimer, Berlin 1846.
- Thukydides: Geschichte des Peloponnesischen Kriegs. Übersetzt von Adolf Wahrmund, Krais & Hoffmann, Stuttgart 1864. Digitalisat
- Thucydidis De bello Peloponnesiaco libri octo. Ad optimorum librorum fidem editos explanavit. 8 Bände, hrsg. von Ernst Friedrich Poppo, überarbeitet von Johann Matthias Stahl, Teubner, Leipzig 1875–1889. (griechischer Text mit lateinischem Kommentar)
- Thucydidis De bello Peloponnesiaco libri octo. 2 Bände, hrsg. von Gottfried Boehme, Teubner, Leipzig 1889–1892. (Bibliotheca Teubneriana)
- Thukydides. 8 Bände, erklärt von Johannes Classen, bearbeitet von J. Steup, Weidmann, Berlin 1892–1922. (griechischer Text mit deutschem Kommentar)
- Thucydidis Historiae. Ad optimos codices denuo ab ipso collatos. 2 Bände, hrsg. Karl Hude, Teubner, Leipzig 1898–1901. Digitalisat Band 1
- Thucydidis Historiae. Editio maior. 2 Bände, hrsg. von Karl Hude, Teubner, Leipzig 1901. (Bibliotheca Teubneriana) Digitalisat Band 1, Band 2
- Thucydides: The History Of The Peloponnesian War. Übersetzt von Richard Crawley, J. M. Dent & E. P. Dutton, London und New York 1910. Digitalisat
- Thucydides: History of the Peloponnesian War. Griechisch–Englisch, 4 Bände, übersetzt von Charles Forster Smith, Harvard University Press, Cambridge (MA) und London 1919–1923. (Loeb Classical Library, mehrfach nachgedruckt)
- Thucydidis: Historiae. 2 Bände, hrsg. von Henry Stuart Jones, mit Korrekturen von Enoch Powell, Clarendon Press, Oxford 1942. (mehrfach nachgedruckt in der Reihe Oxford Classical Texts, Band 1: ISBN 978-0-19-814550-9, Band 2: ISBN 978-0-19-814551-6)
- Thukydides: Der Peloponnesische Krieg. Vollständige Ausgabe. Übertragen von August Horneffer, Schünemann, Bremen 1957. (Neuausgabe: durchgesehen von Gisela Strasburger, eingeleitet von Hermann Strasburger, marixverlag, Wiesbaden 2010, ISBN 978-3-86539-251-0)
- Thucydide: La guerre du Péloponnèse. Griechisch–Französisch, 6 Bände, hrsg. von Jacqueline de Romilly, Raymond Weil und Louis Bodin, Les Belles Lettres, Paris 1958–1972. (Collection Budé)
- Thucydides: The Peloponnesian War. 2 Bände, übersetzt von Thomas Hobbes, hrsg. von David Grene, University of Chicago Press, Ann Arbor 1959.
- Thucydidis Historiae. Volumen I, Libri 1–2, editio altera correctior, nach der Edition von Karl Hude neu hrsg. von Otto Luschnat, Teubner, Leipzig 1960. (Bibliotheca Teubneriana, nicht mehr erschienen) Digitalisat
- Thucydides: History of the Peloponnesian War. Übersetzt von Rex Warner, mit einer Einleitung und Anmerkungen von M. I. Finley, Penguin, London u. a. 1972.
- Thukydides: Geschichte des Peloponnesischen Krieges. Eingeleitet und übertragen von Georg Peter Landmann, 2., überarbeitete Auflage, Artemis-Verlag, Zürich 1976, ISBN 978-3-7608-3631-7. (Bibliothek der Alten Welt, mehrfach nachgedruckt)
- Thukydides: Der Peloponnesische Krieg. Hrsg. und übersetzt von Helmuth Vretska und Werner Rinner, Reclam, Stuttgart 2000, ISBN 3-15-001808-0. (Bibliografisch veränderte Ausgabe von Kai Brodersen: Stuttgart 2016, ISBN 978-3-15-001808-8; ältere Auswahlausgabe: Reclam, Stuttgart 1966)
- Thucydidis Historiae. Hrsg. von Ioannes Baptista Alberti. 3 Bände. Typis Officinae polygraphicae, Rom 1972–2000.
- Thucydides: The Peloponnesian War. Übersetzt von Martin Hammond, mit einer Einleitung und Anmerkungen von Peter John Rhodes, Oxford University Press, Oxford u. a. 2009, ISBN 978-0-19-282191-1.
- Thucydides: The War of the Peloponnesians and the Athenians. Hrsg. und übersetzt von Jeremy Mynott, Cambridge University Press, Cambridge u. a. 2013, ISBN 978-0-521-61258-6. (Cambridge Texts in the History of Political Thought)
- Thukydides: Der Peloponnesische Krieg. Griechisch–Deutsch, übersetzt von Michael Weißenberger, mit einer Einleitung von Antonios Rengakos, de Gruyter, Berlin und Boston 2017, ISBN 978-3-11-037858-0. (Sammlung Tusculum; ältere Tusculum-Ausgabe: Geschichte des Peloponnesischen Krieges. Griechisch–Deutsch, 2 Bände, übersetzt und mit einer Einführung und Erläuterung versehen von Georg Peter Landmann, Artemis & Winkler, München 1993, ISBN 978-3-7608-1637-1)